# Milltown (Wisconsin)
Milltown es una villa ubicada en el condado de Polk en el estado estadounidense de Wisconsin. En el Censo de 2010 tenía una población de 917 habitantes y una densidad poblacional de 198,57 personas por km².

## Geografía
Milltown se encuentra ubicada en las coordenadas 45°31′16″N 92°29′53″O / 45.52111, -92.49806. Según la Oficina del Censo de los Estados Unidos, Milltown tiene una superficie total de 4,62 km², de la cual 4,54 km² corresponden a tierra firme y (1.63%) 0,08 km² es agua.

## Demografía
Según el censo de 2010, había 917 personas residiendo en Milltown. La densidad de población era de 198,57 hab./km². De los 917 habitantes, Milltown estaba compuesto por el 97,38% blancos, el 0,33% eran afroamericanos, el 0,87% eran amerindios, el 0% eran asiáticos, el 0% eran isleños del Pacífico, el 0,55% eran de otras razas y el 0.87% pertenecían a dos o más razas. Del total de la población el 1,2% eran hispanos o latinos de cualquier raza.